# Lý Triết
Lý Triết (chữ Hán: 李悊 hay 李哲, ? – ?), người huyện Địch Đạo, quận Lũng Tây , tướng lãnh nhà Bắc Chu và nhà Tùy trong lịch sử Trung Quốc.

## Thân thế
Ông nội là Thái úy, Trụ quốc đại tướng quân Lý Hổ nhà Tây Ngụy, được nhà Đường truy tôn Thái Tổ Cảnh hoàng đế.
Cha là Lý Úy – con trai thứ 7 của Lý Hổ, được làm đến Sóc, Yến, Hằng 3 châu thứ sử, Tương Vũ huyện công nhà Bắc Chu, được nhà Đường truy phong Thái Liệt vương.

## Cuộc đời
Thời Bắc Chu Tĩnh đế, anh trai của Triết là Lý An trở thành tâm phúc của thừa tướng Dương Kiên, nên Triết được Dương Kiên cho làm Nghi đồng. Bác tư của Triết là Lương Châu thứ sử Lý Chương bấy giờ ở kinh sư, cùng Triệu vương Vũ Văn Chiêu mưu đồ lật đổ Dương Kiên, dụ Triết làm nội ứng. Triết hỏi An rằng: “Bỏ qua thì bất trung, nói ra thì bất nghĩa, mất trung và nghĩa, làm sao nên người?” An quyết định trung thành với Dương Kiên, nên ngầm tố giác âm mưu của bọn Lý Chương. Dương Kiên không công bố việc làm của anh em Triết, ít lâu sau thăng thưởng cho cả hai. Nhờ vậy, Triết được làm Thượng Nghi đồng, Hoàng Đài huyện nam.
Dương Kiên soán ngôi, tức là Tùy Văn đế; Lý An xin nhận nội chức, nên Văn đế lấy An làm Hữu lĩnh quân đại tướng quân, còn bái Triết làm Khai phủ Nghi đồng tam tư, Bị thân tướng quân. Như vậy cả hai anh em đều là tướng lãnh cấm vệ. Con trai của An là Lý Quỳnh, con trai của Triết là Lý Vĩ còn ẵm ngữa đã được nuôi dạy trong cung, lên 8, 9 tuổi mới trở về nhà, cho thấy gia đình họ Lý thân thiết với hoàng gia như thế nào!
Năm Nhân Thọ đầu tiên (601), Triết được ra làm Vệ Châu thứ sử. Không rõ vì sao Tùy Văn đế lại công bố việc làm của anh em Triết năm xưa, nhân đó bái cả hai làm Trụ quốc, ban 500 xúc lụa, 100 thớt ngựa, 1000 con dê, còn lấy Triết làm Bị thân tướng quân, tiến phong Thuận Dương quận công.
Thời Tùy Dượng đế, Triết được làm đến Công bộ thượng thư, không rõ bị kết tội gì mà chịu trừ danh, đày làm lính thú ở Lĩnh Nam, giữa đường bệnh mất. Về sau Triết được nhà Đường truy phong Tế Nam quận vương.

## Hậu nhân
- Lý Vĩ (không rõ hậu sự)
- Lý Viện: được nhà Đường phong Lư Giang quận vương.